# Horia Pop
Horia Pop (n. 7 aprilie 1946) este un fost deputat român în legislatura 1992-1996, ales în județul Brașov pe listele partidului PUNR. Horia Pop este de profesie inginer. 